# Марти Суприм
«Марти Суприм» (англ. Marty Supreme) — будущая американская спортивная драма режиссёра Джоша Сафди. Главные роли в фильме исполнят Тимоти Шаламе и Гвинет Пэлтроу.

## Сюжет
Подробности сюжета держатся в секрете, но известно, что фильм посвящён жизни знаменитого игрока в пинг-понг Марти Рейсману, хотя по заявлению создателей это будет вымышленный, а не биографический фильм.

## В ролях
- Тимоти Шаламе
- Гвинет Пэлтроу
- Абель Феррара
- Тайлер Оконма[3]

## Производство
В июле 2024 года Тимоти Шаламе получил приглашение на главную роль в фильме Marty Supreme, режиссёра Джоша Сафди, написавшего сценарий совместно с Рональдом Бронштейном. Фильм был вдохновлён жизнью профессионального игрока в настольный теннис Марти Рейсмана, хотя «источники, близкие к производству» назвали историю «беллетризованным оригиналом, а не биопиком». В августе к актёрскому составу присоединилась Гвинет Пэлтроу. Премьера в США запланирована на 25 декабря 2025 года.